# Königsmoos
Königsmoos er en kommune i landkreis Neuburg-Schrobenhausen i regierungsbezirk Oberbayern, i den tyske delstat Bayern.

## Geografi
Königsmoos ligger i Planungsregion Ingolstadt.
I kommunen Königsmoos ligger landsbyerne Stengelheim (676 indbyggere),	Untermaxfeld (727 indbyggere), Obermaxfeld (472 indbyggere), Ludwigsmoos (908 indbyggere), Klingsmoos (1.291 indbyggere), Rosing og Zitzelsheim (68 indbyggere), Achhäuser (102 indbyggere) og Obergrasheim (152 indbyggere). Kommunen er dannet i 1975 ved en sammenlægning af de tidligere kommuner Klingsmoos, Ludwigsmoos og Untermaxfeld.